# Мономер
Мономерите са химически активни молекули, което се дължи на техните реактивни групи: NH2, –COOH, –OH, –CHO, C=O.
Чрез тях те взимат участие в окислителни и редукционни процеси.
Мономери на белтъците са аминокиселините (които образуват полипептидни вериги), на нуклеиновите киселини – нуклеотидите, а на въглехидратите – монозахаридите.
Мономерите се свързват помежду си чрез здрави еднотипни връзки. Така се получават производни съединения, които се наричат полимери.
Мономерите биват:
- нискомолекулни: монозахариди, нуклеотиди, аминокиселини
- високомолекулни: биополимери